# Викрам (глумац)
Викрам (енгл. Vikram, Ченај, 17. април 1966) је индијски филмски глумац, продуцент.

## Филмографија
| Улоге Викрам |               |               |                           |             |
| Година       | Српски назив  | Изворни назив | Улога                     | Напомена    |
| 1999.        | Сету          |               |                           |             |
| 2002.        | Краљ          |               | Раџа Кришнамурти          |             |
| 2002.        | Џемини        |               | Џемини                    |             |
| 2003.        |               |               | Арусами                   |             |
| 2010.        | Ђаво          |               |                           |             |
| 2011.        | Ћерка од Бога |               | Кришна                    | [ 1 ] [ 2 ] |
| 2013.        | Дејвид        |               | Дејвид, алкохоличар рибар |             |
| 2015.        | Jа            |               | Лингенсан                 | [ 3 ]       |
| 2016.        | Дволична      |               | Акилан Внод / Лав         |             |

## Награде

### Филмфареова награда
- Награђен
  - 1999. — Филмферова специјална награда у филму Sethu
  - 2001. — Филмферова награда за најбољег главног глумца на тамилском језику у филму Kasi
  - 2003. — Филмферова награда за најбољег главног глумца у филму на тамилском језику Pithamagan
  - 2005. — Филмферова награда за најбољег главног глумца у филму на тамилском језику Anniyan
  - 2010. — Филмферова награда за најбољег главног глумца у филму на тамилском језику Raavanan
  - 2011. — Филмферова критичари награда за најбољег главног глумца у филму Ћерка од Бога
  - 2015. — Филмферова награда за најбољег главног глумца у филму на тамилском језику Jа
- Номинован
  - 2003. — Филмферова награда за најбољег главног глумца у филму на тамилском језику Saamy
  - 2012. — Филмферова награда за најбољег главног глумца у филму на тамилском језику Ћерка од Бога
  - 2015. — Филмферова награда за најбољег главног глумца у филму на тамилском језику Thaandavam